# محافظة ثادق
محافظة ثادق تقع في الجزء الشمالي الغربي من منطقة الرياض وتتبعها إداريًا، وتبلغ مساحتها 5000 كم2 تقريبًا، ويبلغ عدد سكانها (12,510) نسمة حسبت تعداد السعودية 2022.

## سبب التسمية
قال ابن منظور في لسان العرب: «ثدق المطر أي خرج من السحاب خروجًا سريعا» وواد ثادق أي سائل. وقال ابن دريد في جمهرة اللغة يحتمل أن يكون اشتقاق أي اسم ثادق من ثدق المطر إذ خرج خروجًا سريعًا. وعلامة الجزيرة الشيخ حمد الجاسر يعتقد أنها مدينة قديمة ويعتقد أن اسم ثادق كان يطلق على الوادي ثم لما عمرت البلدة سميت باسمة.ً ويؤيد هذا الرأي أحد الجغرافيين المعاصرين حيث يعتقد أن الموقع الذي يحتقن فيه مجرى وادي عبيثران حتى ينته الموقع حيث يتدفق السيل اندفاعًا قويًا.

وعرفت ثادق بأم البنادق لدورها الرئيسي في نصرة الدولة السعودية ودعوة المجدد الشيخ محمد بن عبد الوهاب.

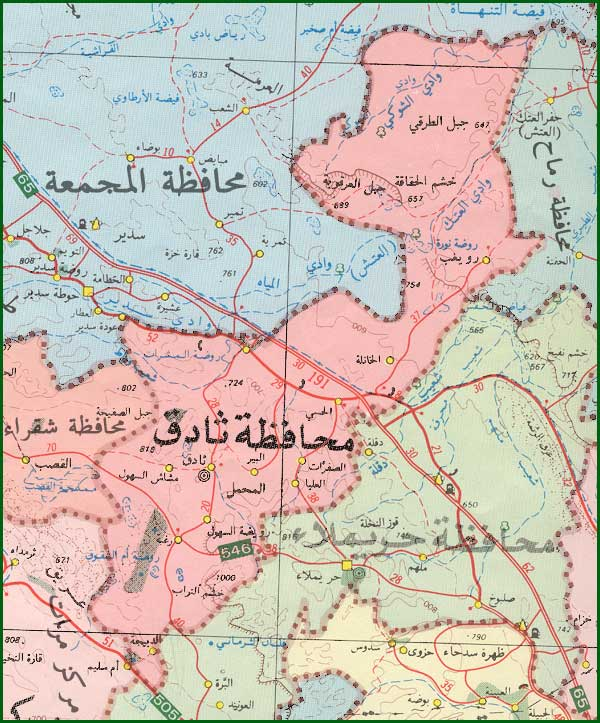
خارطة مفصلة لمحافظة ثادق وما حولها

## بلدات ثادق
تعتبر محافظة ثادق، عاصمة إقليم المحمل، وتتبعها إداريا عدة بلدات:
- رغبة.
- البير.
- الصفرات.
- الحسي.
- رويغب.
- مشاش السهول.
- رويضة السهول.

## الموقع
تقع ثادق بامتداد طولي من الشمال إلى الجنوب نحو (150) كم ومن الشرق إلى الغرب نحو (50) كم تقريبًا. وتمتد المحافظة من الشمال حتى محافظة المجمعة ومن الجنوب حتى محافظة حريملاء، ومن الشرق حتى الحضافة والملتهبة، ومن الغرب حتى محافظة شقراء.

## الجغرافيا
- الخناصر: بفتح الخاء والنون هضيبات بارزة على شكل خناصر اليد مشرفة على روضة الخفس يحفها الطريق المؤدي إلى رويغب إحدى قرى المحمل
- خزة: بفتح الخاء جبل بارز ململم اسمر طرف جبل مجزل من الجنوب جنوب العتك. وقال ابن عويدي:

يوم أبو ناصر وحنا هل البأس الشديد
والصعب يمشي لنا طوع بليا رسنها

## معالم ثادق
ومن أهم معالمها وادي عبيثران والمقصورة وطويلعة العلي وقارة بن عمار وجبل غرابة وبيت الجماعة التراثي وبرج مشرف ونفود الساحبة وقصور ثادق القديمة في درب العتيك وأودية البويطنات الجنوبي والشمالي، يوجد بها العديد من الدوائر الحكومية.
كما يوجد هناك بعض الروضات الخضراء المشهورة في منطقة الرياض التي تزدان بالبساط الأخضر الطبيعي في فصل الربيع وعند هطول المطر مثل روضة نورة وروضة الخفس الشمالية وروضة المزيرعه وروضة العتيك وروضة الحبيل.
ويتبع لها عدة مراكز: الدبيجة، رغبة، رويضة السهول، مشاش السهول، الخاتلة، البير، رويغب، الصفرات، البويرده، الحسي.
إضافة إلى بعض التجمعات السكانية مثل: أبا الخرفان، أم سليم، البدائع، فيحاء العتش، الفيضة.

## محافظو محافظة ثادق
- فهد بن أحمد البهلال (أول محافظ لثادق)
- سعد بن سحيم ثم فيحان بن لبده
- سويد بن علي السويد (1420)
- محمد بن عبد الرحمن الوطبان من تاريخ 1/3/1432 هـ
- سلمان بن عبد الله العجمي

## أعلام ثادق
- ساري بن يحيى بن سويلم العوسجي البدراني الدوسري،

-كان أمير المحمل في وقته وعاصر دعوة الإمام المجدد محمد بن عبد الوهاب رحمه الله وبايعه ومن معه من أهل ثادق والمحمل ثم عام 1170 هـ استعمل عليهم الإمام عبد العزيز بن محمد بن سعود الأمير دخيل بن عبد الله بن سويلم البدراني الدوسري (فترة مؤقتة حتى عام 1172هـ) ثم عاد ساري بن يحيى إلى الإمارة ليخلفه ابنه يحيى بن ساري الذي سيرد ذكره إن شاء الله.
- يحيى بن ساري بن سويلم البدراني الدوسري جاء خلف لوالده وطالت إمارته حتى عاصر الإمام تركي بن عبد الله مؤسس الدولة السعودية الثانية ويذكر ابن لعبون في تاريخه << في عام 1239هـ نزل الامام تركي بن عبد الله بلد ثادق وأميرها (يحيى بن ساري السويلم) وكتب إلى أهل سدير أن يكون تجمعهم في ثادق وتجمع أهل سدير وغيرهم في ثادق ثم انطلق يوحد البلدان >> فقد ناصر الأمير يحيى الدوسري ومن معه من المحمل والأمير علي بن سويد البدراني الدوسري ومن معه من أهل سدير الأمير تركي بن عبد الله وكانوا عوناً له في بدايته رحمهم الله جميعاً.

- عبد العزيز بن ناصر بن عبد العزيز بن عيسى البدراني الدوسري كان أمير بيرق المحمل والشعيب في حصار مدينة جدة عام 1344 هـ وشارك في معركة الرغامة وقُتل أثناء حصار جدة.
- ناصر بن حمد بن ناصر الجرباء البدارني الدوسري وهو ابن الأمير حمد بن ناصر الجرباء شارك في كثير من الغزوات وهو أمير بيرق المحمل في حرب السبلة في شهر شوال 1347 هـ وقد أُصيب فيها إصابة بالغة وكانت آخر غزواته وتوفي في مدينة ثادق عام 1402 ه‍

- صالح الجبالي اشتهر بشجاعة وقدرته الفائقة في التصويب شارك مع الملك عبد العزيز في بعض غزواته وكان الذي يحمل بيرق المحمل والشعيب في الغزوات من أسرة الجبالي
- محمد بن عبد العزيز الجرباء البدارني الدوسري من المعروفين بالمشاركة في معارك توحيد البلاد مع الملك عبد العزيز أمير غزو جماعته في حرب اليمن عام 1353 هـ. توفي في مدينة ثادق
- عيسى بن علي بن عبد الله العيسى العلي البدارني الدوسري ابن أمير ثادق علي بن عبد الله كان أمير بيرق أهل المحمل والشعيب في معظم معارك التوحيد ومنها معركة جراب سنة 1333 هـ، فتح عسير في شوال سنة 1338 هـ، وضم حائل في شهر صفر 1339 هـ، وثورة الأدارسة عام 1351 هـ، معركة الدبدبة وأم رضمة سنة 1347 هـ
- الشيخ محمد بن عبد العزيز آل الشيخ العوسجي البدراني الدوسري كان أحد قضاة الدولة السعودية الأولى في بلدة ثادق، بل قاضيًا لكافة الشعيب والمحمل وقاضي عمان، وهو من مشاهير العلماء في ذلك الزمن، وابنه الشيخ عبد العزيز، وهو من طلبة العلم، ولم ينقطع العلم من هذه الأسرة، بل استمر حتى ما بعد منتصف القرن الرابع عشر الهجري، ومن هذه الأسرة الشيخ حمد بن عبد العزيز بن محمد آل الشيخ العوسجي، الذي هو أحد العلماء في الدولة السعودية الثانية، وكان معروفًا بغزارة العلم في الفقه الحنبلي وعنه تؤخذ الفتوى.